# 2020年の日本シリーズ
2020年の日本シリーズ（2020ねんのにっぽんシリーズ、2020ねんのにほんシリーズ）は、2020年（令和2年）11月21日から11月25日まで開催された、読売ジャイアンツ（以下、巨人）と福岡ソフトバンクホークス（以下、ソフトバンク）による第71回日本選手権シリーズ（71st Nippon Series）である。

## 概要
NPBパートナーのSMBCグループが2014年から7年連続で日本シリーズの冠スポンサーに付くことから、「SMBC日本シリーズ2020」という名称で開催された。
日本シリーズを主催する日本野球機構（NPB）は当初、11月7日から11月15日までの期間に日本シリーズの開催を予定していた。しかし、2020年の初頭から新型コロナウイルスへの感染が拡大している影響でレギュラーシーズンの開幕が当初予定の3月20日から6月19日へ大幅延期となり、また2020年東京オリンピックが1年延期となったことなどを受けて公式戦日程の再調整を余儀なくされた。これによってレギュラーシーズンを6月19日から11月14日までの期間に再設定し、日本シリーズの開催期間も1950年に次いで2番目に遅い期間（11月21日から最長で11月29日まで）に変更された。日本シリーズの開幕を当初の予定から遅らせた事例は、オープン戦の期間中に東日本大震災が発生した2011年以来9年ぶり2回目である。
日本シリーズへの出場権を賭けて2007年からセントラル・リーグ（セ・リーグ）とパシフィック・リーグ（パ・リーグ）でレギュラーシーズンの終了後に組まれてきたクライマックスシリーズ（CS）についても、前述した日程の再調整などを背景に、セ・リーグが開催を全面的に中止。パ・リーグでは、リーグ3位以上のチームが出場できる例年の2ステージ制ではなく、リーグ戦の優勝チーム（福岡ソフトバンクホークス）と2位チーム（千葉ロッテマリーンズ）の対戦による1ステージ制（4戦3勝先取制）でCSを開催した。結局、セ・リーグからはリーグ戦優勝チームの読売ジャイアンツ（巨人）が無条件で出場を決めた。パ・リーグからはソフトバンクが1ステージ制のCSを勝ち抜いた末に出場を決めたため、前年（2019年）に続いて巨人とソフトバンクが対戦した。
リーグ優勝チーム同士による日本シリーズは2016年（平成28年）の広島東洋カープ対北海道日本ハムファイターズ以来4年ぶりで、令和に入ってからは初めて。日本シリーズが2年連続同一カードで開催される事例は、2006年・2007年の中日ドラゴンズ対北海道日本ハムファイターズ以来13年ぶりである。ソフトバンクは2017年以降4年連続の日本シリーズ出場となったが、4年以上連続での日本シリーズ出場は巨人（1955 - 1959、1965 - 1973）、阪急ブレーブス（1975 - 1978)、西武ライオンズ（1985 - 1988、1990 - 1994）に次いで4球団目となる。巨人とソフトバンクはソフトバンクの前身の南海・ダイエー時代を含め12度目の対戦で、日本シリーズ史上最多の顔合わせである。なお、ソフトバンクは前身のダイエー時代を含め福岡移転後の日本シリーズ出場回数が通算10回目となり、南海時代の出場回数と並んだ。
ソフトバンクが昨年に続き巨人を下して4連勝のストレート勝ちで4年連続11回目の優勝を飾り、同一チームによる2年連続4戦全勝優勝と同一チームによる3回目の4戦全勝優勝とワールドシリーズにも存在しない史上初の記録を達成した（後述）。ソフトバンクの4勝はすべて得点差3点以上であった。また2018年の広島戦第3戦から続く連続出場12連勝もシリーズ最長記録となった。通算12連勝も、過去3例（ロッテオリオンズ→千葉ロッテマリーンズ〈1974年第4戦 - 2010年第1戦〉、西武ライオンズ〈1988年第3戦 - 1991年第1戦〉、巨人〈2000年第3戦 - 2002年第4戦〉あった8連勝を上回るシリーズ新記録。パ・リーグ同一球団による4年連続優勝は史上初であり、セ・リーグを含めると巨人の9連覇（1965 - 73年）に次ぐ単独2位の連覇記録となった。なお、ソフトバンクがリーグ優勝と日本一の完全制覇を達成したのは2017年以来3年ぶりとなる。
パ・リーグは2013年から続く日本シリーズの連覇回数が8となり、リーグ記録を更新しセ・リーグが1965年から1973年まで記録した9年連続優勝（優勝は全て巨人）にあと1と迫った。更にシリーズ対戦成績がセ・リーグ35勝、パ・リーグ36勝となり、パ・リーグが通算対戦成績をリードした。巨人は2012年を最後に日本一から遠ざかっており、過去の7年（1974年 - 1980年、1982年 - 1988年の2回）を更新し、ワースト記録の8年となった。その記録は以後も止まることがなく現在に至る。
ソフトバンクは2011年の第7戦から続く本拠地（福岡PayPayドーム）連勝記録を16に伸ばした。パ・リーグ出場チームとしても2013年の第7戦の楽天の勝利から続く本拠地連勝記録を19に伸ばした（巨人のホームゲームである本年の第1・2戦はオリックス・バファローズの本拠地である京セラドーム大阪で行われたため、パ・リーグの球団の本拠地での連勝記録としては21に伸ばしたことになる。）。またパ・リーグの球団のドーム球場での連勝記録も2013年の第5戦から23に伸ばした。
ソフトバンクは2019年のパ・リーグのクライマックスシリーズのファーストステージ（対楽天）の第2戦から続くポストシーズン連勝記録を16に伸ばした。
4勝0敗での日本一は延べ9チーム目で（引き分けを挟むものも含む。）、敵地で開幕するシリーズでの達成は1990年の西武以来30年ぶり2度目となる。2年連続で4試合での決着は1959年 - 1960年以来60年ぶり。前年と同じ対戦相手を倒しての連続日本一は1979年 - 1980年の広島東洋カープ（相手は近鉄バファローズ）以来、パ・リーグでは1976年 - 1977年の阪急ブレーブス（相手は巨人）以来となった。 
巨人はこのシリーズでチーム打率.132、16安打、4試合で41三振の日本シリーズワースト新記録を樹立、総得点4点は4試合で決着がついた日本シリーズでは2005年における阪神に並ぶワーストタイ記録となった。チーム全体では同一チームによる2年連続4戦全敗と同一チームによる4回目の4連敗（4戦全敗）のワースト新記録、2013年の東北楽天ゴールデンイーグルス戦第7戦から続く通算9連敗も1958年西鉄戦第4戦～1961年南海戦第1戦に巨人が記録したワーストタイ記録に並ぶなど、不名誉な新記録を次々と樹立した。
ソフトバンクの日本一決定当日にサッカー・J1リーグでも川崎フロンターレが年間優勝し、プロ野球とJリーグの同日の年間優勝が重なる珍事が発生した。Jリーグが発足した1993年以降でプロ野球の日本一とJ1の年間優勝が同じ日に決まるのは史上初である。 

### 試合日程
| 日付                                            | 試合   | ビジター球団（先攻）     | スコア | ホーム球団（後攻）       | 開催球場         |
| ----------------------------------------------- | ------ | ------------------------ | ------ | ------------------------ | ---------------- |
| 11月21日（土）                                  | 第1戦  | 福岡ソフトバンクホークス | 5 - 1  | 読売ジャイアンツ         | 京セラドーム大阪 |
| 11月22日（日）                                  | 第2戦  | 福岡ソフトバンクホークス | 13 - 2 | 読売ジャイアンツ         | 京セラドーム大阪 |
| 11月23日（月）                                  | 移動日 | 移動日                   | 移動日 | 移動日                   | 移動日           |
| 11月24日（火）                                  | 第3戦  | 読売ジャイアンツ         | 0 - 4  | 福岡ソフトバンクホークス | 福岡PayPayドーム |
| 11月25日（水）                                  | 第4戦  | 読売ジャイアンツ         | 1 - 4  | 福岡ソフトバンクホークス | 福岡PayPayドーム |
| 優勝：福岡ソフトバンクホークス（4年連続11回目） |        |                          |        |                          |                  |

※全試合をナイトゲームで開催。出場したチームの一方が先に4勝した時点で、シリーズを終了する。
※全試合予告先発を採用する。
※第5戦以前に中止の試合が発生した場合には、第5戦と第6戦の間に移動日を設けない。
※第7戦までの試合で9回裏までに決着が付かない場合には、最長で12回まで延長戦を実施。12回裏でも決着が付かない場合に引き分けとみなす。第8戦が発生して上記の事態に至った場合には、決着が付くまで延長戦をイニング無制限で実施する。
※新型コロナウイルス感染の拡大を防止する目的で、試合の開催や優勝チームの決定に以下の条件を設ける。
※セ・リーグ側のホームゲームを含む全試合で、指名打者制度を採用する（詳細後述）。
※有観客イベントの開催に関する日本政府の方針に沿って、全試合とも、開催球場における観客収容率の上限を定員の50%以下に設定する。
※シリーズを続行できない場合には、その時点で終了。終了時点で勝利数の多いチームを優勝とみなす。出場チームの勝利数が同じ状況で終了した場合には、終了時点までの試合を対象に、世界野球ソフトボール連盟が規定するTQB（1イニング平均の得失点率）の高いチームを優勝チームに認定する。TQBもタイの場合はER－TQB（TQBの計算における「失点」を「自責点」、「得点」を「相手のチーム自責点」に置き換えたもの）が高いチームを優勝チームに認定する。

#### 開催球場について
セ・リーグ側のホームゲームでは、セ・リーグ優勝チーム（巨人）の本拠地（東京ドーム）ではなく京セラドーム大阪（パ・リーグに加盟するオリックス・バファローズの本拠地。）を使用する。東京ドームで例年7月に開催する都市対抗野球本大会の2020年分（第91回）が、当時予定されていた2020年東京オリンピックの開催を前提に、2019年末の時点で11月22日から12月3日までの開催へ変更していたことによる。NPBが2020年に入ってから上記の影響でシーズンの日程を組み直したところ、日本シリーズの第1戦を11月21日に入れざるを得なかったため、巨人がシリーズへ進出した場合に東京ドームで開催できないことが判明された。セ・リーグが代替球場の調整を進めた末、京セラドーム大阪を使用することが10月5日に12球団代表者会議とNPB臨時理事会で相次いで承認された。
京セラドーム大阪では当初、AAAのデビュー15周年記念5大ドームツアーの大阪公演を11月20日から2日連続で予定していた。だが、新型コロナウイルス感染拡大の影響でツアー全公演の開催を2021年以降に延期することが9月24日に発表されたため、2日間の使用スケジュールが白紙に戻っていた。巨人が例年主催試合のうち1カードで京セラドーム大阪を使用していることや、天候の影響をほとんど受けることがない屋内型のドーム球場であれば日程通りに開催しやすいことも考慮されたという。
結局、10月30日に巨人のセ・リーグ優勝と日本シリーズ進出が決まったため、セ・リーグ側のホームゲームに京セラドーム大阪を使用することも確定した。日本シリーズにおける京セラドーム大阪の使用は、大阪近鉄バファローズの本拠地だった2001年の第1・2戦（大阪近鉄対ヤクルトスワローズ戦）以来19年ぶりである。
日本シリーズが出場球団の本拠地以外の球場で開催される事例は、広島東洋カープと近鉄バファローズが対戦した1980年の日本シリーズで、パ・リーグ（近鉄）側のホームゲームを大阪球場（当時は南海の本拠地）で開催して以来40年ぶり7回目。セ・リーグ側のホームゲームでは、ヤクルトと阪急ブレーブスが対戦した1978年の日本シリーズで後楽園球場（当時は巨人と日本ハムファイターズの本拠地）を使用しているが、パ・リーグ球団の専用球場で開催される事例は初めてである。
また大阪府内と福岡県内に本拠地を置く球団（オリックスとソフトバンク）はいずれもパ・リーグに加盟しているため、日本シリーズ史上初めて大阪府内と福岡県内の2球場を使用する。ソフトバンク自体も南海時代に大阪球場で日本シリーズを13回開催したため、巨人とソフトバンクは、京セラドーム大阪での本シリーズ開催によって、昭和・平成・令和の元号下でそれぞれ1度ずつ関西地方の球場で日本シリーズを戦うことになった。さらにNPBがフランチャイズ（加盟球団のプロ野球地域保護権）制度を導入した1952年以降で、日本シリーズが進出球団のフランチャイズ都道府県以外の球場で開催されたのは3回目である（巨人のフランチャイズは東京都）。

#### 指名打者制度の採用
本シリーズでは、新型コロナウイルスの感染拡大に伴う特例措置としてセ・リーグ主催試合も含めた全試合で指名打者制度を導入する。日本シリーズ全試合への導入は阪神タイガースと西武ライオンズが対戦した1985年以来35年ぶり2回目。
NPBが11月4日に発表した本シリーズの開催要項では、1987年以降のシリーズに続いて1975年からリーグ戦で指名打者制度を導入しているパ・リーグ側のホームゲームでのみ採用することが明記されていた。しかし、大会の3日前、パ・リーグから本シリーズに進出したソフトバンクの代表者がセ・リーグ側のホームゲームでも採用することを（11月18日夕方）対戦相手・巨人に提案した。（パ・リーグ球団の投手も半数の試合で打席に立つ機会のある。）セ・パ交流戦の開催が新型コロナウイルス感染拡大の影響で2005年の導入以来初めて見送られていたことを背景に、「レギュラーシーズンにおける選手の疲労度が（前述した変則日程の影響で）例年とは違う」として打席に立った投手が打撃や走塁によって故障するリスクを減らすことなどを、提案の理由に挙げた。
これに対してNPBが提案の翌日（11月19日）に臨時実行委員会を招集したところ、（巨人・ソフトバンクを含む。）全12球団の代表者（実行委員）が参加。巨人の委員が「球団としての有利不利ではなく、コロナ禍における提案なので理解できる」として賛意を示したほか、本シリーズに出場しない10球団の委員からも同意を得られたため、NPBからの公報に上記の提案を反映させること（公表の変更）が全会一致で決まった。
NPBの斉藤惇コミッショナーは以上の変更について、「『コロナ禍という特殊な状況下で（出場）選手の疲労、肉体的な負担、怪我、故障を少しでも軽減するためには、例外的な処理も必要である』と判断しました。（リーグ戦で指名打者制度を導入していない）セ・リーグで導入に向けた議論が続けられていることを承知はしているんですが、この議論と今回の決定とは一切関係がございません」と明言している。
2021年以降については通常通り、セ・リーグ主催試合については指名打者制を不採用とするの措置が取られている。

### クライマックスシリーズからの勝ち上がり表
|  | クライマックスシリーズ | クライマックスシリーズ |                                                |      | 日本選手権シリーズ | 日本選手権シリーズ |
|  |                        |                        |                                                |      |                    |                    |
|  |                        |                        |                                                |      |                    |                    |
|  |                        |                        |                                                |      |                    |                    |
|  |                        |                        |                                                |      |                    |                    |
|  |                        |                        | （7戦4勝制） 京セラドーム大阪 福岡PayPayドーム |      |                    |                    |
|  |                        |                        |                                                |      |                    |                    |
|  | 巨人(セ優勝）          | ●●●●                   |                                                |      |                    |                    |
|  | 巨人(セ優勝）          | ●●●●                   | （4戦3勝制） 福岡PayPayドーム                  |      |                    |                    |
|  |                        |                        | ソフトバンク(パCS優勝）                        | ○○○○ |                    |                    |
|  | ソフトバンク(パ優勝）  | ☆○○                    | ソフトバンク(パCS優勝）                        | ○○○○ |                    |                    |
|  | ソフトバンク(パ優勝）  | ☆○○                    |                                                |      |                    |                    |
|  | ロッテ(パ2位）         | ★●●                    |                                                |      |                    |                    |
|  | ロッテ(パ2位）         | ★●●                    |                                                |      |                    |                    |
|  |                        |                        |                                                |      |                    |                    |
|  |                        |                        |                                                |      |                    |                    |
|  |                        |                        |                                                |      |                    |                    |
|  |                        |                        |                                                |      |                    |                    |

☆・★=クライマックスシリーズのアドバンテージによる1勝・1敗分

#### 試合開始時刻
- 京セラドーム大阪（読売ジャイアンツ） - 第6戦のみ18:30。それ以外は18:10開始。
- 福岡PayPayドーム（福岡ソフトバンクホークス） - 18:30開始。

## 出場資格者
セ・リーグ、パ・リーグの代表として選ばれたチームが日本シリーズへの出場権を得る。2020年は例年とは違いイレギュラーな形ではあるが、上記の方法でパ・リーグのみクライマックスシリーズを開催し選出された。2020年の出場資格者はパ・リーグが福岡ソフトバンクホークス、セ・リーグが読売ジャイアンツとなっている。
ソフトバンクでは今宮健太が負傷を理由に出場資格者から外れた。
| 福岡ソフトバンクホークス | 福岡ソフトバンクホークス | 福岡ソフトバンクホークス     | 福岡ソフトバンクホークス | 福岡ソフトバンクホークス |
| 役職                     | 背番号                   | 名前                         | 投                       | 打                       |
| ------------------------ | ------------------------ | ---------------------------- | ------------------------ | ------------------------ |
| 監督                     | 81                       | 工藤公康                     | -                        | -                        |
| コーチ                   | 86                       | 森浩之（ヘッド）             | -                        | -                        |
| コーチ                   | 92                       | 森山良二（投手）             | -                        | -                        |
| コーチ                   | 98                       | 髙村祐（投手）               | -                        | -                        |
| コーチ                   | 91                       | 佐久本昌広（投手）           | -                        | -                        |
| コーチ                   | 83                       | 立花義家（打撃）             | -                        | -                        |
| コーチ                   | 78                       | 平石洋介（打撃兼野手総合）   | -                        | -                        |
| コーチ                   | 80                       | 本多雄一（内野守備走塁）     | -                        | -                        |
| コーチ                   | 93                       | 村松有人（外野守備走塁）     | -                        | -                        |
| コーチ                   | 95                       | 吉鶴憲治（バッテリー）       | -                        | -                        |
| 投手                     | 10                       | 大竹耕太郎                   | 左                       | 左                       |
| 投手                     | 11                       | 津森宥紀                     | 右                       | 右                       |
| 投手                     | 13                       | 二保旭                       | 右                       | 右                       |
| 投手                     | 17                       | 岩嵜翔                       | 右                       | 右                       |
| 投手                     | 18                       | 武田翔太                     | 右                       | 右                       |
| 投手                     | 21                       | 和田毅                       | 左                       | 左                       |
| 投手                     | 28                       | 高橋礼                       | 右                       | 右                       |
| 投手                     | 29                       | 石川柊太                     | 右                       | 右                       |
| 投手                     | 34                       | 椎野新                       | 右                       | 右                       |
| 投手                     | 35                       | リバン・モイネロ             | 左                       | 左                       |
| 投手                     | 37                       | マット・ムーア               | 左                       | 左                       |
| 投手                     | 38                       | 森唯斗                       | 右                       | 右                       |
| 投手                     | 40                       | 杉山一樹                     | 右                       | 右                       |
| 投手                     | 41                       | 千賀滉大                     | 右                       | 左                       |
| 投手                     | 44                       | リック・バンデンハーク       | 右                       | 右                       |
| 投手                     | 53                       | 泉圭輔                       | 右                       | 右                       |
| 投手                     | 57                       | 嘉弥真新也                   | 左                       | 左                       |
| 投手                     | 66                       | 松本裕樹                     | 右                       | 左                       |
| 投手                     | 67                       | 笠谷俊介                     | 左                       | 左                       |
| 捕手                     | 19                       | 甲斐拓也                     | 右                       | 右                       |
| 捕手                     | 31                       | 栗原陵矢                     | 右                       | 左                       |
| 捕手                     | 45                       | 谷川原健太                   | 右                       | 左                       |
| 捕手                     | 62                       | 海野隆司                     | 右                       | 右                       |
| 内野手                   | 00                       | 川瀬晃                       | 右                       | 左                       |
| 内野手                   | 0                        | 髙田知季                     | 右                       | 左                       |
| 内野手                   | 5                        | 松田宣浩                     | 右                       | 右                       |
| 内野手                   | 8                        | 明石健志                     | 右                       | 左                       |
| 内野手                   | 23                       | 周東佑京                     | 右                       | 左                       |
| 内野手                   | 27                       | ジュリスベル・グラシアル     | 右                       | 右                       |
| 内野手                   | 36                       | 牧原大成                     | 右                       | 左                       |
| 内野手                   | 99                       | 川島慶三                     | 右                       | 右                       |
| 外野手                   | 4                        | ウラディミール・バレンティン | 右                       | 右                       |
| 外野手                   | 7                        | 中村晃                       | 左                       | 左                       |
| 外野手                   | 9                        | 柳田悠岐                     | 右                       | 左                       |
| 外野手                   | 24                       | 長谷川勇也                   | 右                       | 左                       |
| 外野手                   | 32                       | 柳町達                       | 右                       | 左                       |
| 外野手                   | 51                       | 上林誠知                     | 右                       | 左                       |
| 外野手                   | 54                       | アルフレド・デスパイネ       | 右                       | 右                       |
| 外野手                   | 60                       | 釜元豪                       | 右                       | 左                       |
| 外野手                   | 64                       | 真砂勇介                     | 右                       | 右                       |

| 読売ジャイアンツ | 読売ジャイアンツ | 読売ジャイアンツ         | 読売ジャイアンツ | 読売ジャイアンツ |
| 役職             | 背番号           | 名前                     | 投               | 打               |
| ---------------- | ---------------- | ------------------------ | ---------------- | ---------------- |
| 監督             | 83               | 原辰徳                   | -                | -                |
| コーチ           | 77               | 元木大介（ヘッド）       | -                | -                |
| コーチ           | 87               | 吉村禎章（作戦）         | -                | -                |
| コーチ           | 90               | 後藤孝志（野手総合）     | -                | -                |
| コーチ           | 89               | 石井琢朗（野手総合）     | -                | -                |
| コーチ           | 81               | 宮本和知（投手チーフ）   | -                | -                |
| コーチ           | 73               | 三澤興一（投手）         | -                | -                |
| コーチ           | 86               | 古城茂幸（内野守備走塁） | -                | -                |
| コーチ           | 79               | 相川亮二（バッテリー）   | -                | -                |
| コーチ           | 74               | 村田善則（ブルペン）     | -                | -                |
| 投手             | 12               | ルビー・デラロサ         | 右               | 右               |
| 投手             | 13               | 戸郷翔征                 | 右               | 右               |
| 投手             | 17               | 大竹寛                   | 右               | 右               |
| 投手             | 18               | 菅野智之                 | 右               | 右               |
| 投手             | 19               | 田中豊樹                 | 右               | 右               |
| 投手             | 20               | エンジェル・サンチェス   | 右               | 両               |
| 投手             | 26               | 髙橋優貴                 | 左               | 左               |
| 投手             | 28               | 田口麗斗                 | 左               | 左               |
| 投手             | 30               | 鍵谷陽平                 | 右               | 右               |
| 投手             | 31               | 畠世周                   | 右               | 左               |
| 投手             | 35               | 桜井俊貴                 | 右               | 右               |
| 投手             | 41               | 中川皓太                 | 左               | 左               |
| 投手             | 45               | 今村信貴                 | 左               | 左               |
| 投手             | 49               | チアゴ・ビエイラ         | 右               | 右               |
| 投手             | 53               | 高梨雄平                 | 左               | 左               |
| 投手             | 62               | 横川凱                   | 左               | 左               |
| 投手             | 64               | 大江竜聖                 | 左               | 左               |
| 捕手             | 24               | 大城卓三                 | 右               | 左               |
| 捕手             | 27               | 炭谷銀仁朗               | 右               | 右               |
| 捕手             | 38               | 岸田行倫                 | 右               | 右               |
| 捕手             | 67               | 山瀬慎之助               | 右               | 右               |
| 内野手           | 00               | 吉川大幾                 | 右               | 右               |
| 内野手           | 0                | 増田大輝                 | 右               | 右               |
| 内野手           | 5                | 中島宏之                 | 右               | 右               |
| 内野手           | 6                | 坂本勇人                 | 右               | 右               |
| 内野手           | 25               | 岡本和真                 | 右               | 右               |
| 内野手           | 29               | 吉川尚輝                 | 右               | 左               |
| 内野手           | 37               | 若林晃弘                 | 右               | 両               |
| 内野手           | 48               | ゼラス・ウィーラー       | 右               | 右               |
| 内野手           | 51               | 田中俊太                 | 右               | 左               |
| 内野手           | 68               | 香月一也                 | 右               | 左               |
| 内野手           | 93               | 湯浅大                   | 右               | 右               |
| 内野手           | 98               | エスタミー・ウレーニャ   | 右               | 右               |
| 外野手           | 2                | 陽岱鋼                   | 右               | 右               |
| 外野手           | 8                | 丸佳浩                   | 右               | 左               |
| 外野手           | 9                | 亀井善行                 | 右               | 左               |
| 外野手           | 36               | 石川慎吾                 | 右               | 右               |
| 外野手           | 39               | 立岡宗一郎               | 右               | 左               |
| 外野手           | 43               | 重信慎之介               | 右               | 左               |
| 外野手           | 59               | 松原聖弥                 | 右               | 左               |

## 試合結果
| 日付                                            | 試合   | ビジター球団（先攻）     | スコア | ホーム球団（後攻）       | 開催球場         |
| ----------------------------------------------- | ------ | ------------------------ | ------ | ------------------------ | ---------------- |
| 11月21日（土）                                  | 第1戦  | 福岡ソフトバンクホークス | 5 - 1  | 読売ジャイアンツ         | 京セラドーム大阪 |
| 11月22日（日）                                  | 第2戦  | 福岡ソフトバンクホークス | 13 - 2 | 読売ジャイアンツ         | 京セラドーム大阪 |
| 11月23日（月）                                  | 移動日 | 移動日                   | 移動日 | 移動日                   | 移動日           |
| 11月24日（火）                                  | 第3戦  | 読売ジャイアンツ         | 0 - 4  | 福岡ソフトバンクホークス | 福岡PayPayドーム |
| 11月25日（水）                                  | 第4戦  | 読売ジャイアンツ         | 1 - 4  | 福岡ソフトバンクホークス | 福岡PayPayドーム |
| 優勝：福岡ソフトバンクホークス（4年連続11回目） |        |                          |        |                          |                  |

### 第1戦
|              | 1 | 2 | 3 | 4 | 5 | 6 | 7 | 8 | 9 | R | H | E |
| ------------ | - | - | - | - | - | - | - | - | - | - | - | - |
| ソフトバンク | 0 | 2 | 0 | 0 | 0 | 2 | 0 | 1 | 0 | 5 | 8 | 0 |
| 巨人         | 0 | 0 | 0 | 0 | 0 | 0 | 0 | 0 | 1 | 1 | 4 | 0 |

1. ソ：千賀（7回）、モイネロ（1回）、森（1回）
2. 巨：菅野（6回）、戸郷（1回）、髙橋（1回）、ビエイラ（1回）
3. 勝利：千賀（1勝）
4. 敗戦：菅野（1敗）
5. 本塁打
ソ：栗原1号（2回2ラン・菅野）
6. 審判
［球審］山本貴
［塁審］敷田（1B）、笠原（2B）、津川（3B）
［外審］嶋田（LL）、深谷（RL）
7. 開始：18時13分、試合時間：3時間34分[18]

打順
| ソフトバンク | ソフトバンク | ソフトバンク | ソフトバンク | ソフトバンク | ソフトバンク | ソフトバンク | ソフトバンク | ソフトバンク | ソフトバンク | ソフトバンク |
| 打 順        | 守 備        | 選 手        | 打 席        | 得 点        | 安 打        | 打 点        | 盗 塁        | 犠 打        | 四 死 球     | 三 振        |
| ------------ | ------------ | ------------ | ------------ | ------------ | ------------ | ------------ | ------------ | ------------ | ------------ | ------------ |
| 1            | [二]         | 周東佑京     | 5            | 1            | 0            | 0            | 1            | 0            | 1            | 2            |
| 2            | [一]         | 中村晃       | 4            | 0            | 1            | 1            | 0            | 0            | 0            | 0            |
| 3            | [中]         | 柳田悠岐     | 4            | 1            | 0            | 0            | 0            | 0            | 1            | 1            |
| 4            | [左]         | Y.グラシアル | 4            | 2            | 2            | 0            | 0            | 0            | 0            | 0            |
|              | 右           | 上林誠知     | 0            | 0            | 0            | 0            | 0            | 0            | 0            | 0            |
| 5            | [右]左       | 栗原陵矢     | 4            | 1            | 3            | 4            | 0            | 0            | 1            | 0            |
| 6            | [指]         | A.デスパイネ | 4            | 0            | 1            | 0            | 0            | 0            | 0            | 1            |
| 7            | [遊]三       | 牧原大成     | 4            | 0            | 1            | 0            | 0            | 0            | 0            | 1            |
| 8            | [三]         | 松田宣浩     | 4            | 0            | 0            | 0            | 0            | 0            | 0            | 1            |
|              | 遊           | 川瀬晃       | 0            | 0            | 0            | 0            | 0            | 0            | 0            | 0            |
| 9            | [捕]         | 甲斐拓也     | 4            | 0            | 0            | 0            | 0            | 0            | 1            | 0            |

| 巨人  | 巨人  | 巨人         | 巨人  | 巨人  | 巨人  | 巨人  | 巨人  | 巨人  | 巨人     | 巨人  |
| 打 順 | 守 備 | 選 手        | 打 席 | 得 点 | 安 打 | 打 点 | 盗 塁 | 犠 打 | 四 死 球 | 三 振 |
| ----- | ----- | ------------ | ----- | ----- | ----- | ----- | ----- | ----- | -------- | ----- |
| 1     | [二]  | 吉川尚輝     | 3     | 0     | 0     | 0     | 0     | 0     | 0        | 0     |
|       | 打二  | 若林晃弘     | 1     | 0     | 0     | 0     | 0     | 0     | 1        | 0     |
| 2     | [右]  | 松原聖弥     | 3     | 0     | 0     | 0     | 0     | 0     | 1        | 0     |
|       | 打右  | 石川慎吾     | 1     | 0     | 0     | 0     | 0     | 0     | 0        | 1     |
| 3     | [遊]  | 坂本勇人     | 4     | 0     | 1     | 0     | 0     | 0     | 1        | 2     |
| 4     | [三]  | 岡本和真     | 4     | 1     | 0     | 0     | 0     | 0     | 2        | 0     |
| 5     | [中]  | 丸佳浩       | 4     | 0     | 1     | 0     | 0     | 0     | 0        | 1     |
| 6     | [指]  | 亀井善行     | 4     | 0     | 0     | 0     | 0     | 0     | 0        | 1     |
| 7     | [一]  | 中島宏之     | 4     | 0     | 0     | 0     | 0     | 0     | 1        | 2     |
| 8     | [左]  | Z.ウィーラー | 4     | 0     | 1     | 1     | 0     | 0     | 0        | 2     |
| 9     | [捕]  | 大城卓三     | 3     | 0     | 1     | 0     | 0     | 0     | 0        | 1     |
|       | 捕    | 岸田行倫     | 0     | 0     | 0     | 0     | 0     | 0     | 0        | 0     |
|       | 打    | 田中俊太     | 1     | 0     | 0     | 0     | 0     | 0     | 0        | 0     |

投手
| ソフトバンク | ソフトバンク | ソフトバンク | ソフトバンク | ソフトバンク | ソフトバンク | ソフトバンク | ソフトバンク | ソフトバンク | ソフトバンク | ソフトバンク |
| 選 手        | 選 手        | 打 者        | 投 球 回     | 被 安 打     | 被 本 塁 打  | 与 四 球     | 与 死 球     | 奪 三 振     | 失 点        | 自 責 点     |
| ------------ | ------------ | ------------ | ------------ | ------------ | ------------ | ------------ | ------------ | ------------ | ------------ | ------------ |
| 勝           | 千賀滉大     | 26           | 7.0          | 3            | 0            | 3            | 0            | 6            | 0            | 0            |
|              | L.モイネロ   | 4            | 1.0          | 0            | 0            | 1            | 0            | 3            | 0            | 0            |
|              | 森唯斗       | 6            | 1.0          | 1            | 0            | 1            | 1            | 1            | 1            | 1            |

| 巨人  | 巨人       | 巨人  | 巨人     | 巨人     | 巨人        | 巨人     | 巨人     | 巨人     | 巨人  | 巨人     |
| 選 手 | 選 手      | 打 者 | 投 球 回 | 被 安 打 | 被 本 塁 打 | 与 四 球 | 与 死 球 | 奪 三 振 | 失 点 | 自 責 点 |
| ----- | ---------- | ----- | -------- | -------- | ----------- | -------- | -------- | -------- | ----- | -------- |
| 敗    | 菅野智之   | 24    | 6.0      | 6        | 1           | 0        | 1        | 4        | 4     | 4        |
|       | 戸郷翔征   | 3     | 1.0      | 0        | 0           | 1        | 0        | 1        | 0     | 0        |
|       | 髙橋優貴   | 6     | 1.0      | 1        | 0           | 2        | 0        | 0        | 1     | 1        |
|       | T.ビエイラ | 4     | 1.0      | 1        | 0           | 0        | 0        | 1        | 0     | 0        |

ソフトバンクの先発はパ・リーグ投手三冠を達成した千賀、対する巨人の先発はセ・リーグ最多勝投手の菅野で幕を開けた。千賀は2017年から4年連続の日本シリーズ第1戦先発投手となったが、これは堀内恒夫（1969年 - 1972年）以来2人目となった。
ソフトバンクは2回表、先頭打者のグラシアルの右前安打で無死1塁とすると、続く栗原が2点本塁打を放ち2点を先制。対する巨人は4回裏、連続四球で無死1,2塁とするが、丸が遊ゴロ併殺打、亀井が遊ゴロに倒れ無得点に終わる。その後、ソフトバンクは6回表、2死から柳田の死球とグラシアルの右前安打で2死1,3塁とすると、栗原の2点適時二塁打で追加点を挙げる。さらに、8回表には先頭打者の周東が四球で出塁すると、直後に盗塁を決めて無死2塁となる。そして続く中村晃が適時打を放ち、1点を追加し5-0とした。巨人は9回裏、ソフトバンクのクローザー・森を攻め1死満塁のチャンスをつくるが、ウィーラーの犠飛で1点を返すにとどまり後が繋がらなかった。
ソフトバンクの先発・千賀はピンチを背負う場面がありながらも7回無失点の好投で勝利投手に、一方で巨人の菅野はソフトバンクの5番・栗原に3打数3安打4打点を許し、6回で降板。そのまま敗戦投手となった。一方の巨人の5番・丸はチャンスで併殺打に倒れるなど打点を挙げることができず、両チームの5番打者の結果がこの試合の明暗を分けた。
ソフトバンクは、この日の勝利で2018年第3戦（対広島）から日本シリーズ最長記録となる日本シリーズ9連勝を記録した。さらに2019年のクライマックスシリーズ ファーストステージ第2戦（対楽天）からポストシーズン13連勝となった。一方の巨人は2013年第7戦（対楽天）から日本シリーズ6連敗となった。
なお、先述の観客数50％制限の影響でこの試合の観客数は1万6489人となり、前売券が発売されずかつ平日昼の開催だった1986年の日本シリーズ第8戦（広島市民球場）の1万6828人以来34年ぶりに1万人台となった。

### 第2戦
|              | 1 | 2 | 3 | 4 | 5 | 6 | 7 | 8 | 9 | R  | H  | E |
| ------------ | - | - | - | - | - | - | - | - | - | -- | -- | - |
| ソフトバンク | 3 | 1 | 2 | 0 | 1 | 0 | 4 | 0 | 2 | 13 | 15 | 0 |
| 巨人         | 0 | 0 | 0 | 0 | 2 | 0 | 0 | 0 | 0 | 2  | 5  | 2 |

1. ソ：石川（5回1/3）、嘉弥真（0回1/3）、高橋礼（0回1/3）、岩嵜（1回）、杉山（1回）、椎野（1回）
2. 巨：今村（1回2/3）、戸郷（2回1/3）、田口（2回）、鍵谷（0回1/3）、大江（0回2/3）、高梨（1回）、大竹（1回）
3. 勝利：石川（1勝）
4. 敗戦：今村（1敗）
5. 本塁打
ソ：甲斐1号（2回ソロ・今村）、グラシアル1号（3回2ラン・戸郷）、デスパイネ1号（7回満塁・鍵谷）
巨：ウィーラー1号（5回2ラン・石川）
6. 審判
［球審］津川
［塁審］笠原（1B）、嶋田（2B）、深谷（3B）
［外審］有隅（LL）、敷田（RL）
7. 開始：18時11分、試合時間：3時間40分[22]

打順
| ソフトバンク | ソフトバンク | ソフトバンク | ソフトバンク | ソフトバンク | ソフトバンク | ソフトバンク | ソフトバンク | ソフトバンク | ソフトバンク | ソフトバンク |
| 打 順        | 守 備        | 選 手        | 打 席        | 得 点        | 安 打        | 打 点        | 盗 塁        | 犠 打        | 四 死 球     | 三 振        |
| ------------ | ------------ | ------------ | ------------ | ------------ | ------------ | ------------ | ------------ | ------------ | ------------ | ------------ |
| 1            | [遊]二       | 周東佑京     | 6            | 0            | 0            | 0            | 0            | 0            | 0            | 2            |
| 2            | [二]         | 川島慶三     | 3            | 1            | 0            | 0            | 0            | 0            | 1            | 1            |
|              | 打二三       | 牧原大成     | 3            | 1            | 1            | 0            | 0            | 0            | 0            | 0            |
| 3            | [中]         | 柳田悠岐     | 4            | 3            | 2            | 1            | 0            | 0            | 1            | 0            |
|              | 一           | 明石健志     | 1            | 0            | 0            | 0            | 0            | 0            | 0            | 0            |
| 4            | [左]         | Y.グラシアル | 4            | 3            | 2            | 2            | 0            | 0            | 1            | 0            |
|              | 右           | 上林誠知     | 1            | 0            | 0            | 0            | 0            | 0            | 0            | 0            |
| 5            | [右]左       | 栗原陵矢     | 5            | 2            | 4            | 0            | 0            | 0            | 0            | 1            |
| 6            | [指]         | A.デスパイネ | 4            | 1            | 1            | 6            | 0            | 0            | 0            | 0            |
|              | 打指         | 長谷川勇也   | 1            | 0            | 0            | 0            | 0            | 0            | 0            | 1            |
| 7            | [一]         | 中村晃       | 4            | 0            | 1            | 0            | 0            | 0            | 0            | 1            |
|              | 走中         | 真砂勇介     | 1            | 1            | 1            | 0            | 0            | 0            | 0            | 0            |
| 8            | [三]         | 松田宣浩     | 4            | 0            | 1            | 0            | 0            | 0            | 0            | 1            |
|              | 打遊         | 川瀬晃       | 1            | 0            | 1            | 0            | 0            | 0            | 0            | 0            |
| 9            | [捕]         | 甲斐拓也     | 5            | 1            | 1            | 1            | 0            | 0            | 1            | 0            |

| 巨人  | 巨人  | 巨人         | 巨人  | 巨人  | 巨人  | 巨人  | 巨人  | 巨人  | 巨人     | 巨人  |
| 打 順 | 守 備 | 選 手        | 打 席 | 得 点 | 安 打 | 打 点 | 盗 塁 | 犠 打 | 四 死 球 | 三 振 |
| ----- | ----- | ------------ | ----- | ----- | ----- | ----- | ----- | ----- | -------- | ----- |
| 1     | [二]  | 吉川尚輝     | 4     | 0     | 1     | 0     | 0     | 0     | 0        | 1     |
| 2     | [右]  | 松原聖弥     | 4     | 0     | 0     | 0     | 0     | 0     | 0        | 2     |
| 3     | [遊]  | 坂本勇人     | 4     | 0     | 1     | 0     | 0     | 0     | 1        | 1     |
| 4     | [三]  | 岡本和真     | 4     | 0     | 1     | 0     | 0     | 0     | 0        | 2     |
| 5     | [中]  | 丸佳浩       | 4     | 0     | 0     | 0     | 0     | 0     | 0        | 1     |
| 6     | [指]  | 亀井善行     | 2     | 0     | 0     | 0     | 0     | 0     | 0        | 0     |
|       | 打指  | 石川慎吾     | 0     | 0     | 0     | 0     | 0     | 0     | 0        | 0     |
|       | 打指  | 田中俊太     | 2     | 0     | 1     | 0     | 0     | 0     | 1        | 0     |
| 7     | [一]  | 中島宏之     | 4     | 1     | 0     | 0     | 0     | 0     | 2        | 1     |
| 8     | [左]  | Z.ウィーラー | 4     | 1     | 1     | 2     | 0     | 0     | 0        | 1     |
| 9     | [捕]  | 大城卓三     | 3     | 0     | 0     | 0     | 0     | 0     | 0        | 2     |
|       | 捕    | 炭谷銀仁朗   | 0     | 0     | 0     | 0     | 0     | 0     | 0        | 0     |

投手
| ソフトバンク | ソフトバンク | ソフトバンク | ソフトバンク | ソフトバンク | ソフトバンク | ソフトバンク | ソフトバンク | ソフトバンク | ソフトバンク | ソフトバンク |
| 選 手        | 選 手        | 打 者        | 投 球 回     | 被 安 打     | 被 本 塁 打  | 与 四 球     | 与 死 球     | 奪 三 振     | 失 点        | 自 責 点     |
| ------------ | ------------ | ------------ | ------------ | ------------ | ------------ | ------------ | ------------ | ------------ | ------------ | ------------ |
| 勝           | 石川柊太     | 22           | 5.1          | 4            | 1            | 1            | 1            | 7            | 2            | 2            |
|              | 嘉弥真新也   | 1            | 0.1          | 0            | 0            | 0            | 0            | 1            | 0            | 0            |
|              | 高橋礼       | 2            | 0.1          | 0            | 0            | 1            | 0            | 1            | 0            | 0            |
|              | 岩嵜翔       | 3            | 1.0          | 0            | 0            | 0            | 0            | 1            | 0            | 0            |
|              | 杉山一樹     | 4            | 1.0          | 0            | 0            | 1            | 0            | 1            | 0            | 0            |
|              | 椎野新       | 3            | 1.0          | 1            | 0            | 0            | 0            | 0            | 0            | 0            |

| 巨人  | 巨人     | 巨人  | 巨人     | 巨人     | 巨人        | 巨人     | 巨人     | 巨人     | 巨人  | 巨人     |
| 選 手 | 選 手    | 打 者 | 投 球 回 | 被 安 打 | 被 本 塁 打 | 与 四 球 | 与 死 球 | 奪 三 振 | 失 点 | 自 責 点 |
| ----- | -------- | ----- | -------- | -------- | ----------- | -------- | -------- | -------- | ----- | -------- |
| 敗    | 今村信貴 | 10    | 1.2      | 4        | 1           | 1        | 0        | 1        | 4     | 3        |
|       | 戸郷翔征 | 10    | 2.1      | 2        | 1           | 1        | 0        | 3        | 2     | 2        |
|       | 田口麗斗 | 8     | 2.0      | 1        | 0           | 1        | 0        | 1        | 1     | 1        |
|       | 鍵谷陽平 | 5     | 0.1      | 3        | 1           | 1        | 0        | 0        | 4     | 4        |
|       | 大江竜聖 | 4     | 0.2      | 2        | 0           | 0        | 0        | 1        | 0     | 0        |
|       | 高梨雄平 | 3     | 1.0      | 0        | 0           | 0        | 0        | 0        | 0     | 0        |
|       | 大竹寛   | 7     | 1.0      | 3        | 0           | 0        | 0        | 1        | 2     | 0        |

ソフトバンクの先発はパ・リーグ最多勝ならびに最高勝率投手の石川、対する巨人の先発はこの年5勝を挙げた左腕・今村で始まった。
ソフトバンクは1回表、1死1塁から柳田が中越適時二塁打を放ち1点を先制すると、さらに二塁手・吉川尚の悪送球とデスパイネの内野ゴロの間に1点ずつ取りこの回3点を先制する。続く2回表には甲斐のソロ本塁打、3回表にはグラシアルの2点本塁打で追加点を挙げ、3回までに6点を入れた。さらに、5回表にデスパイネの犠飛で1点、7回表にはデスパイネの満塁本塁打で4点、9回表には相手投手・大竹の悪送球の間に2点を加え、最終的に15安打で13得点を挙げた。一方の巨人は3回裏の2死1,2塁で松原が一ゴロ、6回裏の二死満塁では中島が三振に倒れ無得点に終わるなどチャンスであと1本が出ず、5回裏にウィーラーの2点本塁打で挙げた2点のみにとどまった。さらに先発の今村も1回2/3を4失点（自責3）と試合を作れず、後続の投手陣も崩壊。加えて2つの悪送球がいずれも失点に結びつく拙守も重なり、2-13で大敗を喫した。
ソフトバンクが日本シリーズの連勝記録を更新する10連勝を達成した。7回表にデスパイネが満塁本塁打を放ったが、日本シリーズで満塁本塁打を放った選手は史上21人目でホークス球団史上初。またデスパイネは1試合6打点も記録し、1試合6打点は1963年第7戦の柴田勲（巨人）、2004年第3戦のアレックス・カブレラ（西武）に続き、日本シリーズ史上3人目の最多タイ記録となった。
巨人はこれで日本シリーズ7連敗となった。日本シリーズにおける7連敗は巨人が1958年第4戦から1961年第1戦にかけ9連敗した時（日本シリーズワースト記録）に次ぐ球団ワースト2位で、毎日オリオンズ→ロッテオリオンズが1960年第1戦から1970年第3戦にかけて7連敗して以来50年ぶり3度目。また1試合13失点は1994年対西武第1戦における11失点（0-11）を上回り、日本シリーズにおける最多失点の球団ワースト記録を更新。なお、2003年第2戦で阪神がダイエーに0-13で敗れた試合と並び、セ・リーグ代表チームの1試合最多失点タイ記録となった。
加えて、ソフトバンクの連勝により、日本シリーズの通算勝敗記録が、パ・リーグの207勝202敗8引分で5つの勝ち越しとなり、1959年、南海の4連勝によりパ・リーグが31勝27敗2引分とした際のリーグ最多記録を更新した。

### 第3戦
|              | 1 | 2 | 3 | 4 | 5 | 6 | 7 | 8 | 9 | R | H | E |
| ------------ | - | - | - | - | - | - | - | - | - | - | - | - |
| 巨人         | 0 | 0 | 0 | 0 | 0 | 0 | 0 | 0 | 0 | 0 | 1 | 1 |
| ソフトバンク | 0 | 0 | 2 | 0 | 0 | 0 | 2 | 0 | X | 4 | 8 | 2 |

1. 巨：サンチェス（6回1/3）、高梨（0回1/3）、大竹（0回0/3）、中川（0回1/3）、デラロサ（1回）
2. ソ：ムーア（7回）、モイネロ（1回）、森（1回）
3. 勝利：ムーア（1勝）
4. 敗戦：サンチェス（1敗）
5. 本塁打
ソ：中村晃1号（3回2ラン・サンチェス）
6. 審判
［球審］深谷
［塁審］嶋田（1B）、有隅（2B）、敷田（3B）
［外審］山本貴（LL）、笠原（RL）
7. 開始：18時33分、試合時間：2時間58分[27]

打順
| 巨人  | 巨人  | 巨人         | 巨人  | 巨人  | 巨人  | 巨人  | 巨人  | 巨人  | 巨人     | 巨人  |
| 打 順 | 守 備 | 選 手        | 打 席 | 得 点 | 安 打 | 打 点 | 盗 塁 | 犠 打 | 四 死 球 | 三 振 |
| ----- | ----- | ------------ | ----- | ----- | ----- | ----- | ----- | ----- | -------- | ----- |
| 1     | [二]  | 吉川尚輝     | 3     | 0     | 0     | 0     | 0     | 0     | 0        | 0     |
|       | 打二  | 田中俊太     | 1     | 0     | 0     | 0     | 0     | 0     | 0        | 1     |
| 2     | [右]  | 松原聖弥     | 3     | 0     | 0     | 0     | 0     | 0     | 0        | 1     |
|       | 打右  | 重信慎之介   | 1     | 0     | 0     | 0     | 0     | 0     | 0        | 1     |
| 3     | [遊]  | 坂本勇人     | 4     | 0     | 0     | 0     | 0     | 0     | 0        | 2     |
| 4     | [三]  | 岡本和真     | 4     | 0     | 0     | 0     | 0     | 0     | 0        | 1     |
| 5     | [中]  | 丸佳浩       | 4     | 0     | 1     | 0     | 0     | 0     | 1        | 0     |
| 6     | [指]  | Z.ウィーラー | 4     | 0     | 0     | 0     | 0     | 0     | 1        | 0     |
| 7     | [左]  | 亀井善行     | 2     | 0     | 0     | 0     | 0     | 0     | 0        | 0     |
|       | 打左  | 若林晃弘     | 1     | 0     | 0     | 0     | 0     | 0     | 0        | 1     |
| 8     | [一]  | 中島宏之     | 3     | 0     | 0     | 0     | 0     | 0     | 1        | 0     |
| 9     | [捕]  | 大城卓三     | 2     | 0     | 0     | 0     | 0     | 0     | 0        | 1     |
|       | 打捕  | 岸田行倫     | 1     | 0     | 0     | 0     | 0     | 0     | 1        | 0     |

| ソフトバンク | ソフトバンク | ソフトバンク | ソフトバンク | ソフトバンク | ソフトバンク | ソフトバンク | ソフトバンク | ソフトバンク | ソフトバンク | ソフトバンク |
| 打 順        | 守 備        | 選 手        | 打 席        | 得 点        | 安 打        | 打 点        | 盗 塁        | 犠 打        | 四 死 球     | 三 振        |
| ------------ | ------------ | ------------ | ------------ | ------------ | ------------ | ------------ | ------------ | ------------ | ------------ | ------------ |
| 1            | [二]         | 周東佑京     | 4            | 2            | 1            | 0            | 0            | 0            | 1            | 0            |
| 2            | [一]         | 中村晃       | 4            | 1            | 2            | 3            | 0            | 0            | 1            | 0            |
| 3            | [中]         | 柳田悠岐     | 4            | 0            | 2            | 0            | 0            | 0            | 0            | 1            |
| 4            | [左]         | Y.グラシアル | 4            | 0            | 1            | 1            | 0            | 0            | 0            | 1            |
|              | 走右         | 上林誠知     | 0            | 0            | 0            | 0            | 0            | 0            | 0            | 0            |
| 5            | [右]左       | 栗原陵矢     | 4            | 0            | 0            | 0            | 0            | 0            | 1            | 1            |
| 6            | [指]         | A.デスパイネ | 4            | 0            | 0            | 0            | 0            | 0            | 0            | 1            |
| 7            | [遊]         | 牧原大成     | 2            | 0            | 0            | 0            | 0            | 0            | 0            | 1            |
|              | 打           | 長谷川勇也   | 1            | 0            | 0            | 0            | 0            | 0            | 0            | 0            |
|              | 遊           | 川瀬晃       | 1            | 0            | 0            | 0            | 0            | 0            | 0            | 0            |
| 8            | [三]         | 松田宣浩     | 4            | 1            | 1            | 0            | 0            | 0            | 0            | 2            |
| 9            | [捕]         | 甲斐拓也     | 3            | 0            | 1            | 0            | 0            | 1            | 0            | 1            |

投手
| 巨人  | 巨人         | 巨人  | 巨人     | 巨人     | 巨人        | 巨人     | 巨人     | 巨人     | 巨人  | 巨人     |
| 選 手 | 選 手        | 打 者 | 投 球 回 | 被 安 打 | 被 本 塁 打 | 与 四 球 | 与 死 球 | 奪 三 振 | 失 点 | 自 責 点 |
| ----- | ------------ | ----- | -------- | -------- | ----------- | -------- | -------- | -------- | ----- | -------- |
| 敗    | A.サンチェス | 27    | 6.1      | 6        | 1           | 2        | 0        | 7        | 3     | 3        |
|       | 高梨雄平     | 3     | 0.1      | 1        | 0           | 0        | 1        | 1        | 1     | 1        |
|       | 大竹寛       | 1     | 0.0      | 1        | 0           | 0        | 0        | 0        | 0     | 0        |
|       | 中川皓太     | 1     | 0.1      | 0        | 0           | 0        | 0        | 0        | 0     | 0        |
|       | R.デラロサ   | 3     | 1.0      | 0        | 0           | 0        | 0        | 0        | 0     | 0        |

| ソフトバンク | ソフトバンク | ソフトバンク | ソフトバンク | ソフトバンク | ソフトバンク | ソフトバンク | ソフトバンク | ソフトバンク | ソフトバンク | ソフトバンク |
| 選 手        | 選 手        | 打 者        | 投 球 回     | 被 安 打     | 被 本 塁 打  | 与 四 球     | 与 死 球     | 奪 三 振     | 失 点        | 自 責 点     |
| ------------ | ------------ | ------------ | ------------ | ------------ | ------------ | ------------ | ------------ | ------------ | ------------ | ------------ |
| 勝           | M.ムーア     | 24           | 7.0          | 0            | 0            | 2            | 0            | 5            | 0            | 0            |
|              | L.モイネロ   | 5            | 1.0          | 0            | 0            | 1            | 1            | 3            | 0            | 0            |
|              | 森唯斗       | 4            | 1.0          | 1            | 0            | 0            | 0            | 0            | 0            | 0            |

巨人の先発はシーズン途中、右肩違和感による離脱がありながらも8勝を挙げた右腕・サンチェス、ソフトバンクの先発は故障明けのシーズン後半に先発ローテ入りし、6勝を挙げた左腕・ムーア。両チームとも外国人投手が先発となった。
巨人は1回表、先頭打者の吉川尚がソフトバンクの遊撃手・牧原が悪送球で出塁。送球がカメラマン席に入り、いきなり無死2塁のチャンスを得る。しかし、続く松原が犠打を試みたもののソフトバンクの捕手・甲斐が3塁へ送球。二塁走者・吉川尚は挟殺を免れるも進塁できず打者走者・松原が走塁死し（記録上はフィルダースチョイス）、1死2塁となる。そして、続く坂本は空振り三振、岡本は遊ゴロに倒れ、無得点に終わった。対するソフトバンクは3回裏、2死から周東が二安打と二塁手・吉川尚の悪送球で2塁へ出塁すると、続く中村晃が2点本塁打を放ち、先制点を挙げた。ソフトバンクは、6回裏にも1死満塁のチャンスを作ったが、デスパイネが見逃し三振、代打・長谷川は二塁手・吉川尚の好プレーに阻まれ、こちらは無得点に終わった。続く7回裏は、松田の左前安打と甲斐の犠打で一死2塁の形を作ると、ここで継投に入った巨人の2番手・高梨から周東が死球を受け1死1,2塁となる。続く中村晃が右前適時安打を放ち1点を追加すると、さらに2死1,3塁からグラシアルが巨人の3番手・大竹から右前適時安打を放ち4点目を挙げた。ソフトバンクは巨人打線を7回まで無安打無得点に抑えていたムーアを代え、8回表に2番手としてモイネロをマウンドに送る。しかし1死から中島、代打・岸田の連続四死球で初回以来のピンチを迎えたが、代打・田中俊と代打・重信が連続三振に倒れ、この回も無安打無得点に抑えた。最終的にソフトバンクは巨人打線を9回表2死まで無安打無得点に抑えた。9回2死から丸がこの日初安打となる中前安打を放ったが、最後はウィーラーが二飛に倒れソフトバンクが4-0で勝利した。
ソフトバンクの先発・ムーアは7回無安打無失点の好投を見せた。打っては中村晃が2安打3打点の活躍で勝利を挙げ、3連勝で日本一に王手をかけた。
一方、敗れた巨人は2007年第5戦で日本ハムが中日の2投手を相手に喫した完全試合に続くノーヒットノーランこそ既の所で回避したものの、2001年第1戦における近鉄（対ヤクルト）に並び日本シリーズワースト2位タイ記録となる1試合1安打完封負けと打線が沈黙し、サンチェスの粘投も実らず3連敗で後がなくなった。なお、8回表の中島宏之の死球はシリーズ3個目となり、1991年の日本シリーズ7試合で達川光男が受けた3死球の日本シリーズ最多記録に並んだ。

### 第4戦
|              | 1 | 2 | 3 | 4 | 5 | 6 | 7 | 8 | 9 | R | H | E |
| ------------ | - | - | - | - | - | - | - | - | - | - | - | - |
| 巨人         | 1 | 0 | 0 | 0 | 0 | 0 | 0 | 0 | 0 | 1 | 6 | 0 |
| ソフトバンク | 2 | 2 | 0 | 0 | 0 | 0 | 0 | 0 | X | 4 | 5 | 0 |

1. 巨：畠（1回2/3）、大江（1回）、戸郷（2回1/3）、ビエイラ（1回2/3）、中川（1回1/3）
2. ソ：和田（2回）、松本（2回2/3）、嘉弥真（0回1/3）、高橋礼（1回）、岩嵜（1回）、モイネロ（1回）、森（1回）
3. 勝利：松本（1勝）
4. セーブ：森（1S）
5. 敗戦：畠（1敗）
6. 本塁打
ソ：柳田1号（1回2ラン・畠）、甲斐2号（2回2ラン・畠）
7. 審判
［球審］敷田
［塁審］有隅（1B）、山本貴（2B）、笠原（3B）
［外審］津川（LL）、嶋田（RL）
8. 開始：18時34分、試合時間：3時間22分[30]

打順
| 巨人  | 巨人  | 巨人         | 巨人  | 巨人  | 巨人  | 巨人  | 巨人  | 巨人  | 巨人     | 巨人  |
| 打 順 | 守 備 | 選 手        | 打 席 | 得 点 | 安 打 | 打 点 | 盗 塁 | 犠 打 | 四 死 球 | 三 振 |
| ----- | ----- | ------------ | ----- | ----- | ----- | ----- | ----- | ----- | -------- | ----- |
| 1     | [右]  | 若林晃弘     | 4     | 1     | 2     | 0     | 0     | 0     | 0        | 1     |
| 2     | [遊]  | 坂本勇人     | 4     | 0     | 1     | 1     | 0     | 0     | 0        | 2     |
| 3     | [中]  | 丸佳浩       | 4     | 0     | 0     | 0     | 0     | 0     | 0        | 0     |
| 4     | [三]  | 岡本和真     | 4     | 0     | 0     | 0     | 0     | 0     | 1        | 2     |
|       | 走    | 吉川尚輝     | 0     | 0     | 0     | 0     | 0     | 0     | 0        | 0     |
| 5     | [指]  | Z.ウィーラー | 4     | 0     | 0     | 0     | 0     | 0     | 1        | 2     |
| 6     | [一]  | 中島宏之     | 4     | 0     | 2     | 0     | 0     | 0     | 0        | 2     |
|       | 走    | 松原聖弥     | 0     | 0     | 0     | 0     | 0     | 0     | 0        | 0     |
| 7     | [二]  | 田中俊太     | 4     | 0     | 1     | 0     | 0     | 0     | 0        | 1     |
| 8     | [捕]  | 岸田行倫     | 2     | 0     | 0     | 0     | 0     | 1     | 0        | 1     |
|       | 打左  | 重信慎之介   | 1     | 0     | 0     | 0     | 0     | 0     | 0        | 1     |
|       | 打    | 亀井善行     | 1     | 0     | 0     | 0     | 0     | 0     | 0        | 0     |
| 9     | [左]  | 増田大輝     | 2     | 0     | 0     | 0     | 0     | 0     | 0        | 0     |
|       | 打捕  | 大城卓三     | 1     | 0     | 0     | 0     | 0     | 0     | 0        | 0     |

| ソフトバンク | ソフトバンク | ソフトバンク | ソフトバンク | ソフトバンク | ソフトバンク | ソフトバンク | ソフトバンク | ソフトバンク | ソフトバンク | ソフトバンク |
| 打 順        | 守 備        | 選 手        | 打 席        | 得 点        | 安 打        | 打 点        | 盗 塁        | 犠 打        | 四 死 球     | 三 振        |
| ------------ | ------------ | ------------ | ------------ | ------------ | ------------ | ------------ | ------------ | ------------ | ------------ | ------------ |
| 1            | [二]         | 周東佑京     | 4            | 0            | 0            | 0            | 0            | 0            | 1            | 1            |
| 2            | [一]         | 中村晃       | 4            | 1            | 1            | 0            | 0            | 0            | 0            | 1            |
| 3            | [中]         | 柳田悠岐     | 4            | 1            | 2            | 2            | 0            | 0            | 0            | 1            |
| 4            | [左]         | Y.グラシアル | 4            | 0            | 0            | 0            | 0            | 0            | 1            | 0            |
|              | 右           | 上林誠知     | 0            | 0            | 0            | 0            | 0            | 0            | 0            | 0            |
| 5            | [右]左       | 栗原陵矢     | 4            | 0            | 0            | 0            | 0            | 0            | 1            | 2            |
| 6            | [指]         | A.デスパイネ | 3            | 0            | 0            | 0            | 0            | 0            | 1            | 1            |
| 7            | [遊]三       | 牧原大成     | 3            | 1            | 1            | 0            | 0            | 0            | 0            | 1            |
| 8            | [三]         | 松田宣浩     | 3            | 0            | 0            | 0            | 0            | 0            | 0            | 2            |
|              | 遊           | 川瀬晃       | 0            | 0            | 0            | 0            | 0            | 0            | 0            | 0            |
| 9            | [捕]         | 甲斐拓也     | 3            | 1            | 1            | 2            | 0            | 0            | 0            | 1            |

投手
| 巨人  | 巨人       | 巨人  | 巨人     | 巨人     | 巨人        | 巨人     | 巨人     | 巨人     | 巨人  | 巨人     |
| 選 手 | 選 手      | 打 者 | 投 球 回 | 被 安 打 | 被 本 塁 打 | 与 四 球 | 与 死 球 | 奪 三 振 | 失 点 | 自 責 点 |
| ----- | ---------- | ----- | -------- | -------- | ----------- | -------- | -------- | -------- | ----- | -------- |
| 敗    | 畠世周     | 9     | 1.2      | 4        | 2           | 0        | 0        | 3        | 4     | 4        |
|       | 大江竜聖   | 5     | 1.0      | 0        | 0           | 1        | 1        | 0        | 0     | 0        |
|       | 戸郷翔征   | 8     | 2.1      | 0        | 0           | 1        | 0        | 4        | 0     | 0        |
|       | T.ビエイラ | 6     | 1.2      | 0        | 0           | 0        | 1        | 2        | 0     | 0        |
|       | 中川皓太   | 4     | 1.1      | 1        | 0           | 0        | 0        | 1        | 0     | 0        |

| ソフトバンク | ソフトバンク | ソフトバンク | ソフトバンク | ソフトバンク | ソフトバンク | ソフトバンク | ソフトバンク | ソフトバンク | ソフトバンク | ソフトバンク |
| 選 手        | 選 手        | 打 者        | 投 球 回     | 被 安 打     | 被 本 塁 打  | 与 四 球     | 与 死 球     | 奪 三 振     | 失 点        | 自 責 点     |
| ------------ | ------------ | ------------ | ------------ | ------------ | ------------ | ------------ | ------------ | ------------ | ------------ | ------------ |
|              | 和田毅       | 10           | 2.0          | 3            | 0            | 1            | 0            | 2            | 1            | 1            |
| 勝           | 松本裕樹     | 10           | 2.2          | 2            | 0            | 0            | 0            | 4            | 0            | 0            |
| H            | 嘉弥真新也   | 1            | 0.1          | 0            | 0            | 0            | 0            | 0            | 0            | 0            |
| H            | 高橋礼       | 3            | 1.0          | 0            | 0            | 0            | 0            | 2            | 0            | 0            |
| H            | 岩嵜翔       | 3            | 1.0          | 0            | 0            | 0            | 0            | 1            | 0            | 0            |
| H            | L.モイネロ   | 3            | 1.0          | 0            | 0            | 0            | 0            | 2            | 0            | 0            |
| S            | 森唯斗       | 5            | 1.0          | 1            | 0            | 1            | 0            | 1            | 0            | 0            |

巨人の先発は右肩付近の肉離れで出遅れるも、シーズン終盤に先発ローテに定着し4勝を挙げた畠、ソフトバンクの先発は39歳となった2020年もシーズン8勝を挙げた松坂世代のベテラン左腕・和田で始まった。
巨人は1回表、シリーズ初スタメンとなった先頭・若林が二塁打を放つと、続く坂本も適時二塁打を放ち今シリーズ初めて先制点を挙げる。この後、2死1,2塁とし中島が14球粘るも空振り三振に倒れ、1点で攻撃を終えた。対するソフトバンクはその裏、1死後に中村晃が二塁打を放ちチャンスを作ると、続く柳田がライトスタンドに2点本塁打を放ちすぐさま逆転に成功する。直後の2回表、巨人は先頭・田中俊の安打と岸田の犠打で1死2塁のチャンスを作るも増田大・若林がともに中飛に倒れ、無得点に終わる。ソフトバンクはその裏、1死から牧原が右前安打で出塁すると、2死後、甲斐が左翼ポール際に2点本塁打を放ち、リードを3点に広げた。ソフトバンクは3回裏も2死後に三者連続四死球で満塁のチャンスを得るも、巨人の3番手・戸郷の前に牧原が一ゴロに倒れ、ここは無得点に終わる。中盤以降は両チームのリリーフ陣の好投で試合は膠着状態となり、そのまま9回表の巨人の攻撃に入る。巨人は先頭の岡本が四球を選ぶと、1死後に中島が右前安打を放ち、1死1,2塁のチャンスを作るも続く田中俊が見逃し三振、代打・亀井が二飛に倒れ試合終了。
ソフトバンクは序盤の2本塁打で得た4点をリリーフ陣がしっかり守りきり、4連勝で4年連続11回目の日本一に輝いた。これで史上初となる2年連続4戦全勝で日本シリーズを制し、日本シリーズ連勝記録を12に伸ばすとともにシリーズ史上最多となる3回目の全勝優勝を成し遂げた。
敗れた巨人は初回こそ先制点を挙げるも、先発の畠が2本塁打を浴びて逆転を許し2回以降はソフトバンクの投手陣の前に得点を挙げることができずに敗北となった。屈辱の2年連続日本シリーズ4戦全敗で敗退となり、日本シリーズでの連敗記録もワーストタイとなる9に伸びた。
6回裏、巨人のチアゴ・ビエイラが牧原に投じた3球目と5球目が日本シリーズ最速となる球速164km/hを計測した。

## 表彰選手
- 最高殊勲選手賞（MVP）：栗原陵矢（福岡ソフトバンクホークス）
  - 第1戦で先制2点本塁打をはじめ3安打4打点、第2戦では日本シリーズ史上最多記録に並ぶ1試合4安打の活躍。第3戦以降は2四死球による出塁のみで無安打に抑えられたものの、14打数7安打、通算打率.500を記録しチームの日本一に貢献した。
- 優秀選手賞：マット・ムーア 、中村晃 、柳田悠岐（いずれも福岡ソフトバンクホークス）
- 敢闘選手賞：戸郷翔征（読売ジャイアンツ）

## 記録
出典は。特記なき場合は4試合制における記録。
新記録
- シリーズ最少入場者 69,798人 ※史上最少
- シリーズ最多死球 3 - 中島宏之（読売ジャイアンツ）※1991年達川光男（7試合）と並ぶ最多タイ記録。4試合制における回数および3試合連続は新記録である。
- シリーズ最多刺殺（捕手） 42 - 甲斐拓也（福岡ソフトバンクホークス）
- シリーズ最多失策（二塁手） 2 - 吉川尚輝（読売ジャイアンツ）
  - ゲーム最多失策（二塁手） 1（第2戦、第3戦）はタイ記録 ※過去多数
- 以下福岡ソフトバンクホークス
  - 最多連続勝利 12
  - 最多本拠地連続勝利 16
  - 4戦全勝優勝 3 ※史上最多
    - ※2年連続4戦全勝優勝は史上初
- 以下読売ジャイアンツ
  - シリーズ最低打率 .132 
    - ※2019年の日本シリーズで巨人が記録した4試合制における最低打率.176のみならず、5試合行われた2007年の日本シリーズでは日本ハムが記録した.147をも下回り史上最低である。

  - シリーズ最少安打 16 ※史上最少
  - シリーズ最少塁打 21 ※同上
  - シリーズ最少併殺 0 ※同上
  - シリーズ最多三振 41
  - 4戦全敗 4 ※史上最多
    - ※2年連続4戦全敗は史上初

タイ記録
- 通算最多ホールド 7 - リバン・モイネロ ※史上2人目
- シリーズ最多犠飛 1 ※過去多数
  - アルフレド・デスパイネ（福岡ソフトバンクホークス）
  - ゼラス・ウィーラー（読売ジャイアンツ）
- 満塁本塁打 - アルフレド・デスパイネ（福岡ソフトバンクホークス） ※21人目、21度目（球団初）
- シリーズ最多三振 7 - 坂本勇人（読売ジャイアンツ）※2人目
- シリーズ最多セーブ 1 - 森唯斗（福岡ソフトバンクホークス）※3人目、4度目、2019年に続き自身2度目
- シリーズ最多被本塁打 2 - 畠世周（読売ジャイアンツ）※10人目、10度目
- シリーズ最多失策（投手） 1
  - 大竹寛（読売ジャイアンツ）※5人目、5度目
  - マット・ムーア（福岡ソフトバンクホークス）※6人目、6度目
- シリーズ最多補殺（一塁手） 2 - 中島宏之（読売ジャイアンツ）※7人目、7度目
- シリーズ最多失策（遊撃手） 1 - 牧原大成（福岡ソフトバンクホークス）※8度目
- シリーズ最多無失策試合 3 - 福岡ソフトバンクホークス ※6チーム、7度目
- ゲーム最多打数 6 - 周東佑京（福岡ソフトバンクホークス） 第2戦 ※8人目、8度目
- ゲーム最多安打 4 - 栗原陵矢（福岡ソフトバンクホークス） 第2戦 ※23人目、27度目
- ゲーム最多打点 6 - アルフレド・デスパイネ（福岡ソフトバンクホークス） 第2戦 ※3人目
- ゲーム最多ボーク 1 - 鍵谷陽平（読売ジャイアンツ） 第2戦 ※15人目、15度目
- イニング最多奪三振 3 ※過去多数
  - リバン・モイネロ（福岡ソフトバンクホークス） - 第1戦8回、第3戦8回
  - 戸郷翔正（読売ジャイアンツ）- 第4戦4回
- 以下読売ジャイアンツ
  - 最多連続敗北 9 ※2度目、継続中
  - シリーズ最少得点 4 ※2度目
  - シリーズ最少ホールド 0 ※4チーム、5度目
- 以下両チーム
  - シリーズ最少完投合計 0 ※16度目
  - シリーズ最少三塁打 0 ※過去多数
  - ゲーム投手最多出場人数合計 13 - 第2戦 ※読売7・ソフトバンク6、3度目

## 始球式
- 第2戦：鈴木徹（パラ陸上選手、SMBC日興証券所属）[34]
- 第3戦：乗松聖也（車いすラグビー選手、SMBC日興証券所属）[35]
- 第4戦：福岡堅樹（ラグビー選手、パナソニック ワイルドナイツ所属）[36][注 17]

※第1戦は始球式がなかった。第5戦が行われる場合は、NPBジュニアトーナメントに出場を予定しているソフトバンクホークス・ジュニアチームに所属する選手が始球式を行う予定だった。

## テレビ・ラジオ放送およびネット配信
日本シリーズはレギュラーシーズンとは異なり、（一社）日本野球機構管轄のため、あらかじめ放送権を指定されている。

### テレビ放送
第1戦（11月21日）
- 日本テレビ系列≪地上波≫
  - 放送時間 18:00 - 21:54（60分延長）
- 日テレジータス
  - 放送時間 17:45 - 22:05

第2戦（11月22日）
- 日本テレビ系列≪地上波≫
  - 放送時間 18:00 - 21:59（65分延長）[注 18]
- NHK BS1
  - 放送時間 18:00 - 22:06 (21:50以降102chで放送)
- 日テレジータス
  - 放送時間 18:00 - 22:05

第3戦（11月24日）
- テレビ朝日系列 ≪地上波≫
  - 放送時間 18:15 - 21:54（57分延長）[注 19]
  - 制作協力：九州朝日放送
- NHK BS1
  - 放送時間 18:15 - 21:55（21:50以降102chで放送）
- テレ朝チャンネル２
  - 放送時間 18:15 - 21:54

第4戦（11月25日）
- フジテレビ系列 ≪地上波≫
  - 放送時間 18:30 - 22:14（80分延長）
  - 制作協力：テレビ西日本
- NHK BS1
  - 放送時間 18:15 - 22:35[注 20]
- フジテレビONE
  - 放送時間 18:30 - 22:30

（参考）開催されなかった試合の放映予定
- 第5戦　TBSテレビ系列（地上波）・TBSチャンネル2、NHK BS1
- 第6戦・第7戦　日本テレビ系列・日テレジータス

#### 今大会の視聴率
- 今大会のテレビ中継における平均視聴率については以下の通り
  - 関東地区（ビデオリサーチ調べ・世帯視聴率、関東地区・リアルタイム）
    - 第1戦：12.3%（日本テレビ）
    - 第2戦：8.6%（日本テレビ）
    - 第3戦：9.5%（テレビ朝日）
    - 第4戦：9.0%（フジテレビ）

  - 北部九州地区（ビデオリサーチ調べ・世帯視聴率、北部九州地区・リアルタイム）
    - 第1戦：31.9%（福岡放送）
    - 第2戦：24.8%（福岡放送）
    - 第3戦：28.7%（九州朝日放送）
    - 第4戦：27.8%（テレビ西日本）

### ラジオ放送
- 民放ラジオ局では、セ・リーグ（巨人）側ホームゲーム（実際には第1・2戦）とパ・リーグ（ソフトバンク）側ホームゲーム（実際には第3・4戦）の中継の制作を、NRN基幹局のニッポン放送（LF）・文化放送（QR）および、ソフトバンクの地元局である九州朝日放送（KBCラジオ）・RKB毎日放送（RKBラジオ）で以下のように分担していた。
  - セ・リーグ側ホームゲーム（京セラドームで開催）
    - ニッポン放送（LF）：（自社向けに中継を制作するKBCラジオを除く）NRN向けに制作（「LF-NRN」のパターンで放送）
    - 文化放送（QR）：関東ローカル向けに制作（自社でのみ放送）[注 21]
    - KBCラジオ・RKBラジオ：北部九州（福岡・佐賀両県）ローカル向けに制作（自社でのみ放送）
      - KBC制作分中継のソフトバンク側ベンチリポーター（同局のスポーツアナウンサー）は、LF-NRNパターンの中継でもリポートを担当。

  - パ・リーグ側ホームゲーム（福岡PayPayドームで開催）
    - KBCラジオ：NRN（関東地方ではQR）向けに制作（「KBC-QR-NRN」のパターンで放送）
    - RKBラジオ：北部九州ローカル向けに制作（自社でのみ放送）
    - ニッポン放送：関東ローカル向けに制作（自社でのみ放送）
- NRN向け中継の同時ネットを実施するJRNとのクロスネット局では、編成上の事情から、全て（または一部）の試合の中継を以下のように飛び乗り方式で放送。その一方で、前年（2019年）のシリーズ中継で同時ネットを実施していたクロスネット局の四国放送[注 22]・宮崎放送[注 22]は、本シリーズの中継を一切放送しなかった。
  - 毎日放送（MBSラジオ）：土・日曜日に京セラドーム大阪で開催されたセ・リーグ側ホームゲームで17:59から中継を放送したほか、同ドームの地元局として、資本面・経営面で関係の深いRKB制作分の中継に技術協力。
  - 西日本放送（RNCラジオ）：セ・リーグ側ホームゲームでは18:00[注 23]、平日開催のパ・リーグ側ホームゲームでは18:15から中継を放送。
  - 山口放送（KRYラジオ）：セ・リーグ側ホームゲームでは18:00[注 23]、パ・リーグ側ホームゲームでは18:15から中継を放送。
  - 大分放送（OBSラジオ）：全試合を通じて、19:00から中継を放送。
- 巨人主催試合の中継権を保有するアール・エフ・ラジオ日本は、巨人が出場した前年のシリーズ第3戦（東京ドームでの対ソフトバンク戦）で関東ローカル向けの中継を制作（自社でのみ放送）していたが、本シリーズでは中継の放送や自社制作を完全に見合わせている。
- 放送対象地域にNPB球団の本拠地がある以下のラジオ局は、地元の球団が本シリーズへ出場しないことなどを理由に、上記の中継を放送しない方針を立てていた（○はNRNシングルネット局／◎はNRN・JRNクロスネット局／●はNPBの公式戦中継におけるJRNシングルネット局）。
  - 朝日放送ラジオ（ABCラジオ）◎（阪神タイガース、オリックス・バファローズ）
    - ただし、地元の京セラドーム大阪で開催されるセ・リーグ側ホームゲームでは、QR制作分及びKBC制作分の中継に技術協力。

  - 北海道放送（HBCラジオ） [注 22]●・STVラジオ○（北海道日本ハムファイターズ）
  - 東北放送◎（東北楽天ゴールデンイーグルス）
  - CBCラジオ●・東海ラジオ（SF） [注 22]○（中日ドラゴンズ）
    - SFでは、中日が日本シリーズへ出場しなかった2012年から2019年まで、対戦カードに関わらず全試合で中継を放送していた。

  - 中国放送 [注 22]◎（広島東洋カープ）

第1戦（11月21日）
- NHKラジオ第1　
  - 放送時間 18:05 - 18:50、19:20 - 22:00
- 文化放送
  - 放送時間 18:00 - 22:00
- ニッポン放送
  - 放送時間 17:40 - 22:00
    - ネット局：毎日放送（17:59 - 22:00）、山口放送・西日本放送（いずれも18:00 - 22:00）、大分放送（19:00 - 22:00）
- KBCラジオ
  - 放送時間 18:00 - 22:10
- RKBラジオ
  - 放送時間 17:49 - 22:09

第2戦（11月22日）
- NHKラジオ第1　
  - 放送時間 18:05 - 18:50、19:20 - 22:05
- 文化放送
  - 放送時間 17:50 - 22:00
- ニッポン放送
  - 放送時間 17:40 - 22:00
    - ネット局：毎日放送（17:59 - 22:00）、山口放送・西日本放送（いずれも18:00 - 22:00）、大分放送（19:00 - 22:00）
- KBCラジオ 
  - 放送時間 18:00 - 22:10
- RKBラジオ
  - 放送時間 17:54 - 22:09

第3戦（11月24日）
- NHKラジオ第1
  - 放送時間 18:05 - 18:50、19:30 - 21:55
- ニッポン放送
  - 放送時間 17:30 - 21:50
- KBCラジオ 
  - 放送時間 18:00 - 21:55
    - ネット局：文化放送（17:55 - 21:40）、毎日放送（17:54 -21:50）、西日本放送（18:15 - 22:00）、山口放送（18:20 - 22:00）、大分放送（19:00 - 22:00）
- RKBラジオ
  - 放送時間 17:49 - 21:59

第4戦（11月25日）
- NHKラジオ第1
  - 放送時間 18:05 - 18:50、19:30 - 22:20
- ニッポン放送
  - 放送時間 17:30 - 22:20
- KBCラジオ 
  - 放送時間 18:00 - 22:30
    - ネット局：文化放送（17:55 - 22:20）、毎日放送（17:54 - 22:15）、西日本放送（18:15 - 22:00）、山口放送（18:20 - 22:00）、大分放送（19:00 - 22:00）
- RKBラジオ
  - 放送時間 17:49 - 22:29

（参考）開催されなかった試合の放送予定
- 第5戦　NHKラジオ第1、KBC-QR-NRN（MBS、RNC、KRY、OBS）、LF（関東ローカル）、RKB（北部九州ローカル）
- 第6・7戦　NHKラジオ第1、LF-NRN（MBS、RNC、KRY、OBS）、QR（関東ローカル）、RKB・KBC（いずれも北部九州ローカル）

### ネット配信
日本テレビでは2020年10月3日から地上波プライムタイム番組の常時同時配信・見逃し番組配信トライアルサービス「日テレ系ライブ配信」を行っているが、日本シリーズのライブ配信は本サービスの対象外となる。
第1戦（11月21日）
- ジャイアンツLIVEストリーム・Hulu[41]

第2戦（11月22日）
- ジャイアンツLIVEストリーム・Hulu

第3戦（11月24日）
- ABEMA

第4戦（11月25日）
- フジテレビONEsmart

（参考）行われなかった試合の配信予定
- 第5戦　Paravi
- 第6・7戦　ジャイアンツLIVEストリーム・Hulu